# Титмар Мерсебуршки
Титмар Мерсебуршки (25. јул 975 — 1. децембар 1018) је био немачки средњовековни историчар. 

## Биографија
Титмар Мерсебуршки потиче од грофова од Валбека. Рођен је 25. јула 975. године као трећи син грофа Зигфрида. По оцу и мајци Кунигунди, Титмар је био у сродству са најугледнијим породицама Саксоније: грофовима од Штада, Билунзима и Екхардинцима, али и са другим породицама Немачке, пре свега са Конрадинцима. Одмалена је предодређен за духовну каријеру. Основно образовање стиче у манастиру Кведлинбург кога је тада водила његова тетка Емнилда. Школовање је наставио 990. године у магдебуршкој катедралној школи. Тамо је упознао Бруна из Кверфурта. Године 1002. постао је опат у Валбеку. Магдебуршки архиепископ Тагинон је 1009. године посредовао код немачког цара Хенрика II да Титмара постави за епископа Мерсенбурга, мада Титмар није припадао дворској капели. Титмар је подржавао краља Хенрика и његово непријатељсво са пољским кнезом Болеславом Храбрим, мада је саксонска властела била против такве политике. Титмар је умро 1. децембра 1018. године.

## Дело
Између 1012. и 1018. Титмар је саставио „Хронику“ у осам књига. У њој је обухватио период од 908. до 1018. године. Дело је писано за будуће епископе у Мерсенбергу. Као извор је Титмару служио Видукинд из Корвеја и други старији писци. Млађе делове писао је на основу усмене традиције. Дело је нарочито важно за период владавина Отона III и Хенрика II. Из овог дела се види да је Титмар добро познавао словенске језике, сигурно пољски и чешки језик, јер је тачно наводио словенске речи у тексту. Првобитни текст хронике сезао је до 1014. године. Касније је Титмар сазнао за постојање Кведлинбуршких анала и укључио податке из њих своме делу. Умро је оставивши дело незавршеним. 